# Nerva (Spagna)
Nerva è un comune spagnolo di 6 075 abitanti situato nella comunità autonoma dell'Andalusia, provincia di Huelva, comarca di Cuenca Minera.